# ARA Chiquiyán (R-18)
El ARA Chiquiyán (R-18), ex USS YTL-444, fue un remolcador que sirvió en la marina de guerra de Argentina de 1966 a 2019.

## Historia
Fue construido en 1945 por el Robert Jacobs Inc. (de City Island, Nueva York). Sirvió en la US Navy y fue transferido a Argentina en 1966 cambiándose su nombre a ARA Chiquiyán; sirvió en las bases de Río Santiago y Mar del Plata como buque auxiliar. Fue retirado en 2019 y declarado en desuso en 2020. Será reemplazado junto a sus gemelos YTL-422 por los remolcadores TND-26-40 fabricados por Tandanor.